# Кубок Харламова
Кубок Харламова — трофей, котрий вручається команді, що перемогла в плей-оф молодіжної хокейної ліги. Названий на честь одного з найкращих хокеїстів в історії СРСР, Валерія Харламова.
Перший розіграш кубку відбувся в сезоні 2009—2010 років і за підсумками змагань дістався молодіжній команді магнітогорського «металургу», «Сталевим лисицям».

## Володарі кубку
| Сезон   | Переможець   | Фіналіст          | Рахунок у серії плей-оф | Рахунок у фінальному матчі | Автор переможного голу |
| ------- | ------------ | ----------------- | ----------------------- | -------------------------- | ---------------------- |
| 2009-10 | Сталеві Лиси | Кузнецькі Ведмеді | 3:1                     | 3:2                        | Богдан Потєхін (34:06) |